# Star News Asia
《Star News Asia》是香港星空传媒曾经在每天晚上播出的电视新闻节目，在卫视合家欢台（前身为Star Plus ）上播出。已于2009年2月28日停播。

## 播出时间

### 英语版
- 1991年12月15日至1996年3月30日：
  - 香港时间20:00-21:00
- 1996年3月31日至2007年12月28日：
  - 香港时间19:00-20:00